# Jeff Morrow
Pour les articles homonymes, voir Morrow.
Leslie Irving Morrow — né le 13 janvier 1907 à New York (État de New York), mort le 26 décembre 1993 à Los Angeles (quartier de Canoga Park, Californie) — est un acteur américain, connu comme Jeff Morrow.

## Biographie
Entamant sa carrière d'acteur au théâtre, il joue notamment à Broadway (New York) dans des pièces, entre 1930 et 1951 — comme Irving Morrow jusqu'en 1946 —. Citons Sainte Jeanne de George Bernard Shaw (1936, avec Katharine Cornell dans le rôle-titre et Maurice Evans), Macbeth de William Shakespeare (1941-1942, avec Maurice Evans dans le rôle-titre et Judith Anderson) et La Dame de la mer d'Henrik Ibsen (1950, avec Luise Rainer et Eli Wallach).
Pour sa dernière prestation à Broadway en 1952, il participe à la comédie musicale Three Wishes for Jamie (en) (avec Anne Jeffreys et Cecil Kellaway), sur une musique de Ralph Blane (en).
Au cinéma, Jeff Morrow contribue à vingt-trois films (majoritairement américains ou en coproduction), le premier étant La Tunique d'Henry Koster (1953, avec Richard Burton et Jean Simmons), sorti en 1953.
Suivent notamment le western L'Attaque de la rivière rouge de Rudolph Maté (1954, avec Van Johnson et Joanne Dru), Les Survivants de l'infini de Joseph M. Newman et Jack Arnold (1955, avec Faith Domergue et Rex Reason) et L'Histoire de Ruth d'Henry Koster (1960, avec Elana Eden et Stuart Whitman).
Son dernier film américain sort en 1975. S'ajoutent le film britannique Hour of Decision (en) de C.M. Pennington-Richards (1957, avec Hazel Court et Anthony Dawson) et le film italien Il giovane normale de Dino Risi (1969, avec Janet Ågren et Eugene Walter (en)).
À la télévision, il apparaît dans quarante-cinq séries américaines dès 1950, dont Union Pacific (en) (trente-huit épisodes, 1958-1959), Bonanza (un épisode, 1961, où il personnifie Cochise), Perry Mason (trois épisodes, 1962-1963) et Police Story (son avant-dernière série, deux épisodes, 1974-1975).
Après 1975, Jeff Morrow revient une dernière fois au petit écran dans un épisode, diffusé en 1986, de La Cinquième Dimension.

## Théâtre à Broadway (intégrale)
(pièces, sauf mention contraire)
- 1930 : Penal Law 2010 d'Alexander Gerry et Augusta Greely : le sténographe de la cour
- 1930-1931 : Once in a Lifetime de Moss Hart et George S. Kaufman, mise en scène de ce dernier : l'évêque / le premier cameraman (remplacement)
- 1932 : Le Songe d'une nuit d'été (A Midsummer Night's Dream) de William Shakespeare : Lysander
- 1934-1935 : Roméo et Juliette (Romeo and Juliet) de William Shakespeare : Abraham / un officier
- 1935 : The Barretts of Wimpole Street (en) de Rudolf Besier, production de Katharine Cornell : George Moulton-Barrett
- 1935-1936 : Roméo et Juliette (Romeo and Julieet) de William Shakespeare, production de Katharine Cornell : Tybalt
- 1936 : Sainte Jeanne (Saint Joan) de George Bernard Shaw, production de Katharine Cornell : Thomas de Courcelles
- 1938 : If I Were You de Paul Hervey Fox (en) et Benn W. Levy : Maxie Maybrick
- 1938 : All the Living d'Hardie Albright, mise en scène de Lee Strasberg : Dr Robert Cole
- 1938-1939 : What a Life (en) de Clifford Goldsmith (en), production et mise en scène de George Abbott : M. Nelson (remplacement)
- 1940-1941 : La Nuit des rois, ou Ce que vous voudrez (Twelfth Night, or What you will) de William Shakespeare, musique de scène de Paul Bowles : un officier
- 1941-1942 : Macbeth de William Shakespeare, production de Judith Anderson et Maurice Evans : Seyton
- 1942 : Across the Board on Tomorrow Morning de William Saroyan : Harry Mallory
- 1942 : Talking to You de William Saroyan : « le tigre »
- 1946 : January Thaw de William Roos, production de Michael Todd, mise en scène d'Ezra Stone : Matt Rockwood
- 1946 : Mr. Peebles and Mr. Hooker d'Edward E. Paramore Jr., mise en scène de Martin Ritt : un étranger
- 1949 : Diamond Lil de Mae West : Chick Clark
- 1950 : La Dame de la mer (The Lady from the Sea) d'Henrik Ibsen :  Friman-Johnston
- 1951 : Billy Budd, adaptation par Louis O. Coxe et Robert Chapman du roman éponyme d'Herman Melville, costumes de Ruth Morley : Jenkins
- 1951 : Lace on Her Petticoat d'Aimee Stuart, mise en scène et production d'Herman Shumlin : Hamish Cahoon
- 1952 : Three Wishes for Jamie, comédie musicale, musique et lyrics de Ralph Blane, orchestrations de Robert Russell Bennett, livret de Charles O'Neal et Abe Burrows, mise en scène d'Abe Burrows, chorégraphie de Ted Cappy, Eugene Loring et Herbert Ross : Randal Devlin

## Filmographie partielle

### Cinéma
(films américains, sauf mention contraire)

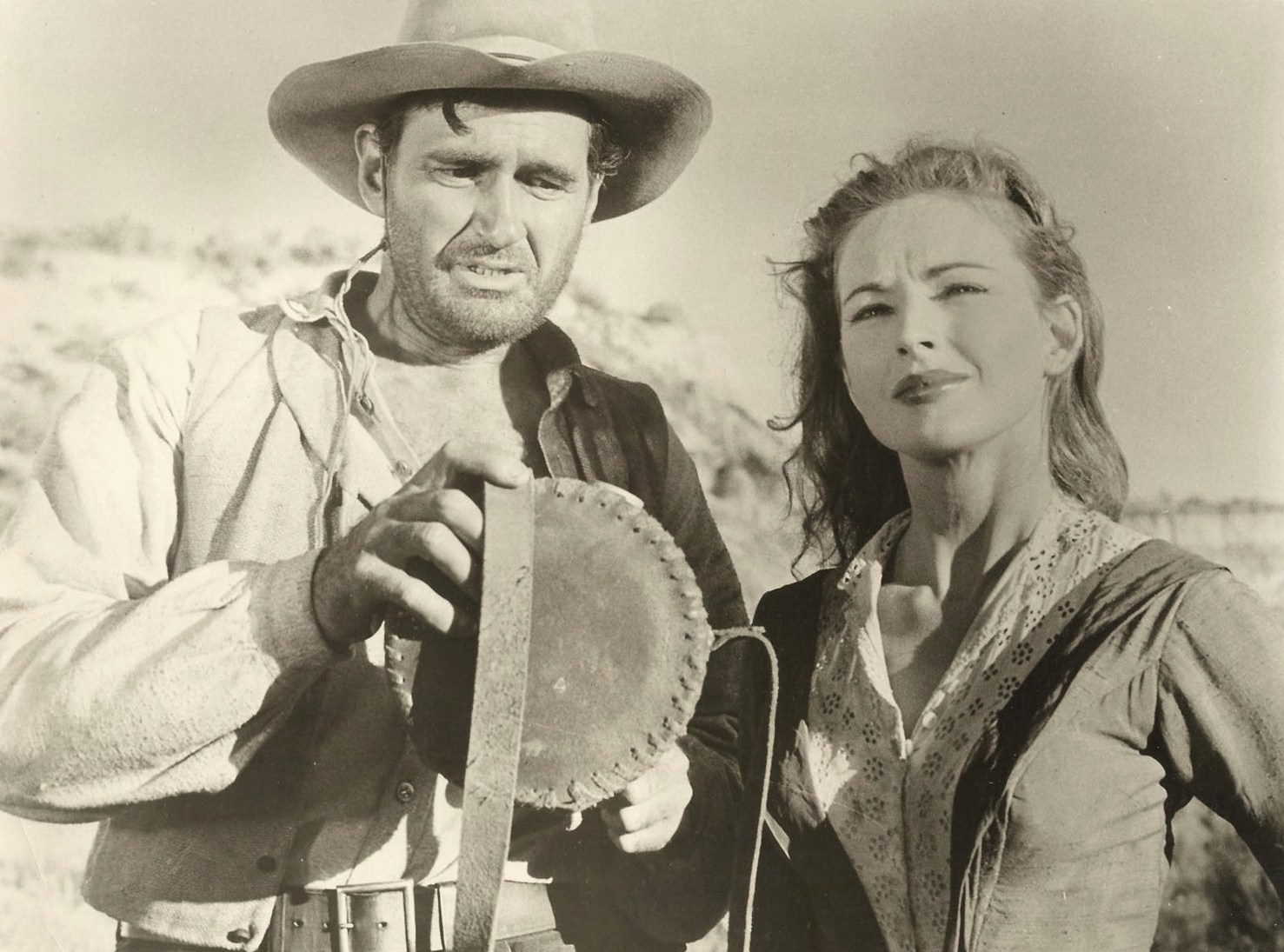
Avec Coleen Gray, dans Tragique Odyssée (1957)

- 1953 : La Tunique (The Robe) d'Henry Koster : Paulus
- 1953 : Vol sur Tanger (Flight to Tangier) de Charles Marquis Warren : Colonel C.M. Wier
- 1954 : Le Signe du païen (Sign of the Pagan) de Douglas Sirk : Général Paulinus
- 1954 : Tanganyika d'André de Toth
- 1954 : L'Attaque de la rivière rouge (Siege at Red River) de Rudolph Maté : Frank Kelso
- 1955 : Les Survivants de l'infini (This Island Earth) de Joseph M. Newman et Jack Arnold : Exeter
- 1955 : Capitaine Mystère (Captain Lightfoot) de Douglas Sirk : John Doherty alias « capitaine Thunderbolt »
- 1956 : La créature est parmi nous (The Creature Walks Among Us) de John Sherwood : Dr William Barton
- 1956 : Attaque à l'aube (en) (The First Texan) de Byron Haskin : Jim Bowie
- 1956 : Le Trouillard du Far West (Pardners) de Norman Taurog : Pete Rio
- 1957 : Kronos de Kurt Neumann : Dr Leslie Gaskell
- 1957 : Hour of Decision (en) de C.M. Pennington-Richards (film britannique) : Joe Sanders
- 1957 : The Giant Claw de Fred F. Sears : Mitch MacAfee
- 1957 : Tragique Odyssée (Copper Sky) de Charles Marquis Warren : Haxon « Hack » Williams
- 1960 : L'Histoire de Ruth (The Story of Ruth) d'Henry Koster : Tob
- 1969 : Il giovane normale de Dino Risi (film italien) : Professeur Sid

### Télévision
(séries)
- 1955 : Mon amie Flicka (My Friend Flicka)
  - Saison unique, épisode 7 L'Étranger (The Stranger) : Mason
- 1958-1959 : Union Pacific
  - Saison unique, 38 épisodes (intégrale) : Major Bart McClelland
- 1960 : La Grande Caravane (Wagon Train)
  - Saison 3, épisode 18 The Clayton Tucker Story de Virgil W. Vogel : Clayton Tucker
- 1960 : La Quatrième Dimension (The Twilight Zone)
  - Saison 1, épisode 20 Requiem (Elegy) de Douglas Heyes : Kurt Meyers
- 1961 : Bonanza
  - Saison 3, épisode 3 The Honor of Cochise de Don McDougall : Cochise
- 1962 : Cheyenne
  - Saison 6, épisode 11 The Idol de George Waggner : Ben Shelby
- 1962-1963 : Perry Mason, première série
  - Saison 5, épisode 2 The Case of the Ancient Romeo (1962) d'Arthur Marks : Franz Lachman
  - Saison 6, épisode 6 The Case of the Dodging Domino (1963) d'Arthur Marks : Alex Chase
  - Saison 7, épisode 9 The Case of the Festive Felon (1963) d'Earl Bellamy : Lawton Brent
- 1963 : Le Virginien (The Virginian)
  - Saison 1, épisode 19 The Man Who Couldn't Die : William Bradford
- 1963 : L'Homme à la carabine (The Riflemand)
  - Saison 5, épisode 20 End of the Hunt : Reef Jackson
- 1966 : Le Cheval de fer (The Iron Horse)
  - Saison 1, épisode 9 No Wedding Bells for Tony d'Harmon Jones : Shérif Tom Judson
- 1966-1968 : Daniel Boone
  - Saison 3, épisode 15 The Symbol (1966) de R. G. Springsteen : Major Neville Hughes
  - Saison 4, épisode 26 Faith's Way (1968) : Jody Brown
- 1968-1969 : Les Règles du jeu (The Name of the Game) 
  - Saison 1, épisode 9 The Protector (1968 - Dr Wallace) et épisode 19 Love-In at Ground Zero (1969 - Colonel Malcolm Parks) de Richard Irving
- 1974-1975 : Police Story
  - Saison 1, épisode 21 The Gamble (1975) de Richard Benedict : George
  - Saison 2, épisode 17 Sniper (1975) : Dr Steven Cowan
- 1986 : La Cinquième Dimension (The New Twilight Zone)
  - Saison 1, épisode 24, 1re partie Les Extraterrestres (A Day in Beaumont) : H.G. Orson